# Джона Хекс (фильм)
«Джо́на Хекс» (англ. Jonah Hex) — супергеройский боевик в стиле вестерн режиссёра Джимми Хейярда, снятый на основе комиксов об одноимённом персонаже издательства DC Comics. Мировая премьера состоялась 18 июня 2010 года.

## Сюжет
Конец XIX века, 1876 год. Во время Гражданской войны в США Джона Хекс (Джош Бролин) воевал на стороне Конфедерации, пока не предал офицера Квентина Тёрнбулла (Джон Малкович), не выполнив приказ об уничтожении больницы, в процессе чего погиб сын офицера. Мстительный Тёрнбулл и его правая рука Бёрк сожгли дом Джоны вместе с его женой Касси и сыном Тревисом, затем они клеймили Джону, оставив у него на щеке инициалы QT, которые он впоследствии стёр накалённым томагавком, изуродовав своё лицо. Несколько дней спустя Джону нашли индейцы и наделили его своими мистическими силами. В результате Джона оказался на границе между смертью и жизнью: он был уязвим, но мог через прикосновение общаться с мёртвыми, которые могли сказать то, чего не знают живые. Джона узнаёт о том, что Тёрнбулл сгорел в отеле. Он становится легендарным охотником за головами.
Джона приезжает в город Станк Крик и привозит с собой три трупа и голову бандитов, за которых назначена награда, но его самого собираются убить за награду побольше. Джона убивает шерифа и его помощников и уезжает. Тем временем грабят поезд, перевозящий оружие. Бёрк взрывает поезд, в котором едут северяне и гражданские, а Тёрнбулл, живой и здоровый, приказывает отвезти оружие в Форт Возрождения. Президента Гранта информируют об ограблении поезда и предполагают, что Тёрнбулл собирается атаковать Союз 4 июля во время празднования сотой годовщины Америки. Лейтенант Грасс советует президенту найти Джону и предложить ему остановить Тёрнбулла.
Джона идёт в бордель и проводит там ночь со своей давней возлюбленной, проституткой Лайлой Блэк, которая уже давно мечтает начать другую жизнь вместе с Хексом, но тот слишком подавлен для таких надежд. Когда Джона собирается уходить на следующее утро, люди Грасса вламываются в комнату с оружием и требуют у него найти и остановить Тёрнбулла. Узнав, что его месть над Тёрнбуллом ещё не свершилась, Джона соглашается. В это время Тёрнбулл и Бёрк находят главный компонент оружия — взрывное ядро, созданное Эли Уитни для Союза. Грасс рассказывает всё, что знает об операции Тёрнбулла, но он не знает, где тот находится, так как информатор умер во время допроса. Пользуясь своей способностью, Джона возрождает информатора, у которого узнаёт, что тот был нанят не Тёрнбуллом, а полковником Слокамом, партнёром Джоны, который предал его семью. Джона навещает Слокама на незаконном бойцовском поединке. Полковник саркастически советует Джоне спросить у погибшего сына Тёрнбулла, Джеба, о местоположении его отца. Джона бросает Слокама на бойцовский ринг, где гладиатор-чудовище, змееподобное существо, атакует и убивает его.
Джона едет в Геттисберг, где проводит ночь, раскапывая могилу Джеба и возрождает его труп. После небольшой схватки, Джона извиняется за то, что убил Джеба на войне. Джеб прощает его и рассказывает, что Тёрнбулл находится в Форте Возрождения, после чего возвращается обратно на тот свет. Джона покупает новое оружие у знакомого оружейника Смита — небольшие усовершенствованные арбалеты, стреляющие взрывными стрелами. Смит замечает, что ненависть Джоны к Союзу возникла не из-за верности Югу, а из-за нежелания подчиняться приказам правительства. Джона едет в форт и встречает Тёрнбулла, но не получает возможности сражаться с ним. После битвы с Бёрком, раненый Джона отступает. При смерти, он представляет, как борется с Тёрнбуллом на кровавом поле, его собака приводит его к индейцам, которые проводят ритуал над Джоной. Помощь индейцев и огромная жажда мести воскрешает Джону. Затем Джона передаёт в Вашингтон телеграмму о намерениях Тёрнбулла взорвать столицу. В это время Тёрнбулл приказывает Бёрку найти то, что любит Джона; Бёрк похищает Лайлу из борделя.
Джона приезжает в док, где броненосец Тёрнбулла готовится к атаке. Бёрк атакует Джону и тот направляет его на лопасти, а затем возрождает труп и сжигает его изнутри. Джона приготовился стрелять в Тёрнбулла, но тот держит Лайлу на мушке, и Джона сдаётся. Тёрнбулл приковывает Джона и Лайлу в трюме с целью показать им, как будет погибать Союз. Лайла взламывает свои наручники и освобождает Джону, который направляется к Тёрнбуллу. Корабль лейтенанта Грасса настигает броненосец, но его уничтожают сверхмощным оружием. Джона и Тёрнбулл дерутся и падают в моторную комнату. Тёрнбулл отдаёт приказ уничтожить город. Джона использует свой томагавк и задерживает выстрел оружия. Он избивает Тёрнбулла и вставляет его шею в шестерню, затем он спасает Лайлу. Вместе они прыгают в воду, и в этот же миг оранжевое ядро выпадает из забитого томагавком механизма и взрывает корабль вместе с Тёрнбуллом и его солдатами.
На следующий день Грант награждает Джону большой денежной суммой и амнистией, а затем предлагает ему должность старшего шерифа Соединённых Штатов. Джона отказывается, но обещает президенту помочь, если тот ему потребуется. На выходе его встречает Лайла, и вместе они уходят. Затем Джона посещает могилу Джеба, извиняется перед ним за отца и уезжает на лошади с кладбища вместе с собакой.

## В ролях
- Джош Бролин — Джона Хекс
- Джон Малкович — Квентин Тёрнбулл
- Меган Фокс — Таллула «Лайла» Блэк
- Майкл Шэннон — доктор Кросс Уильямс
- Майкл Фассбендер — Бёрк
- Эйдан Куинн — президент Улисс Грант
- Уилл Арнетт — лейтенант Грасс
- Лэнс Реддик — Смит
- Джон Галлахер мл. — лейтенант Эванс
- Том Вопат — полковник Слокам
- Уэс Бентли — Адлеман Ласк
- Дэвид Патрик Келли — разведчик
- Брэнди Коулмэн — Олин
- Эрик Скотт Вудс — сержант Сэм
- Наташа Ицель — жена Джоны

## История создания

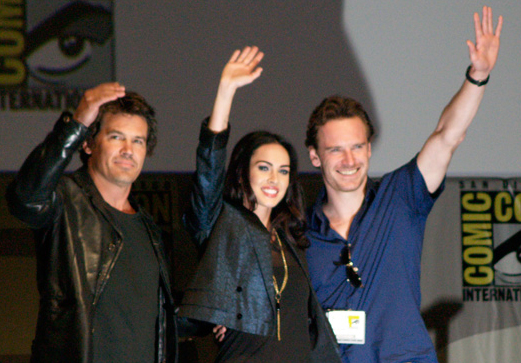
Бролин, Фокс и Фассбендер на презентации фильма на международной конфендуме комиксов в Сан-Диего. 2009

В 2000 году 20th Century Fox разработала один час адаптации комикса на основе персонажа по сценарию Акивы Голдсмана и Роберта Заппиа, но проект так и не был запущен в производство. В июле 2007 года Warner Bros. выкупила права на экранизацию и стремительно начала подготовку к производству. Голдсман вместе с Эндрю Лазаром выступили в качестве продюсеров, а Марк Невелдайн и Брайан Тейлор переписали и адаптировали сценарий. В октябре 2008 года было заявлено, что в роли Джоны Хекса снимется Джош Бролин. В ноябре 2008 года Невелдайн и Тейлор отказались от режиссуры из-за творческих разногласий со студией. Студия начала изучать возможность найма Энди Фикмана или Макджи, но к январю 2009 года выбрали Джимми Хейворда. В феврале следующего года заявили об участии в съёмках Джона Малковича, исполнившего в фильме роль Квентина Тёрнбулла — антагониста главного героя. Съёмки начались в Луизиане в апреле 2009 года.